# Hermann Levi
Hermann Levi (Gießen, 7 novembre 1839 – Garmisch-Partenkirchen, 13 maggio 1900) è stato un direttore d'orchestra e compositore tedesco.

## Biografia
Hermann Levi era figlio del gran rabbino dell'Assia Dr. Benedikt Levi e di Henriette Mayer (1807-1842). Sua madre discendeva dalla celebre famiglia di fabbricanti di tabacco Mayer di Mannheim. I suoi nonni materni erano l'attore di corte del Palatinato Renano Gottschalk Mayer (1761-1835) e il fondatore della casa bancaria di Mannheim Wolf Hajum Ladenburg (1766-1851). Il nonno paterno era il rabbino Samuel Levi di Worms, figlio del rabbino Wolf Levi di Pfersee, vicino ad Augusta.
Suo fratello era il procuratore bancario Wilhelm Levi della banca Ladenburg, che cambiò il suo nome in Wilhelm Lindeck. Divenne il tesoriere del compositore Johannes Brahms.
Dal 1872 fu direttore generale musicale e maestro musicale di corte presso il teatro di corte Teatro Cuvilliés e il Nationaltheater (Monaco di Baviera).
Divenne uno dei più importanti direttori della musica di Richard Wagner. 
Al culmine della sua carriera diresse nel 1882 la prima del Parsifal a Bayreuth. Nonostante discendesse da importantissime famiglie ebraiche, Levi si sentiva molto legato al mondo cristiano/pagano del mondo mitologico wagneriano. Dal 1871 si sviluppò una amicizia molto stretta fra Wagner e Levi. Wagner ripudiò la critica che lo accusava per aver lasciato dirigere la sua "santissima" opera da un ebreo. Anche dopo la morte di Wagner, Levi rimase fino al 1894 il braccio destro della vedova Cosima durante il Festival di Bayreuth. Il successo della musica di Richard Wagner dopo la sua morte è legato strettamente a Hermann Levi. Critiche da parte di cerchi antisemiti oscurarono la sua brilliante carriera. 
Nel 1896 per motivi di salute si ritirò, stabilendosi a Partenkirchen.